# Elaeagia pastoensis
El mopa mopa (Elaeagia pastoensis) es una especie de árbol de la familia Rubiaceae, que se encuentra en el suroeste de Colombia, entre los 1.200 y 2.000 m de altitud.

## Descripción
Alcanza entre 4 y 10 metros de altura. El tallo tiene entre 5 y 14 cm de diámetro. Las hojas elíptico-oblongas tienen 15,9 cm de largo. Inflorescencia terminal de 9 cm de longitud, con 10 a 43 flores. La flor tiene de 5 a 7 pétalos, un estambre por pétalo, un estilo con 2 a 4 estigmas y un ovario ínfero y trilocular. El fruto es una cápsula de 4 a 8 mm de diámetro. Las semillas son numerosas, aplanadas, angulosas, algo triangulares, hasta 1 mm de largo y 0,3 de ancho. Presenta múltiples coléteres en el tallo, ramas y hojas, que producen una resina que se acumula especialmente en los extremes de las ramificaciones y vástagos, en donde forma un casquete esférico que envuelve totalmente el capullo e impregna tanto a las hojas como el tallo, de manera que la parte aérea de la planta esta cubierta por una capa de esa resina, que puede alcanzar un espesor de 0,2 mm.

## Uso
Se utiliza la resina que se acumula en los extremos de vástagos y ramificaciones envolventes de los primordios foliares, como materia prima para la fabricación del Barniz de Pasto, una laca empleada en la decoración de muebles, artesanías, utensilios y otros objetos de madera y también de  cuero o metal.